# Guaranština
Guaraní či guaranština, vlastním označením avañe'ẽ, je jihoamerický domorodý jazyk, řadící se do rodiny tupíjských jazyků a v jejím rámci do skupiny tupí-guaraní (tato subrodina je velmi členitá s obtížným rozdělením). Hovoří jím v podobě zvané jopará, více či méně ovlivněné španělskou slovní zásobou, na 6 milionů lidí. Z toho 94 % v Paraguayi, kde je spolu se španělštinou úředním jazykem. Další zhruba milion mluvčích představují obyvatelé přilehlých oblastí okolních zemí a paraguayští emigranti v Buenos Aires.
Jedná se o polysyntetický jazyk s polypersonální shodou a inkorporací.

## Příklady

### Číslovky
| Guaransky | Česky |
| peteĩ     | jeden |
| mokõi     | dva   |
| mbohapy   | tři   |
| irundy    | čtyři |
| po        | pět   |
| poteĩ     | šest  |
| pokõi     | sedm  |
| poapy     | osm   |
| porundy   | devět |
| pa        | deset |

## Užitečné fráze
| Guaransky                                 | Česky                     |
| Maitei!                                   | Ahoj!                     |
| Mba'éichapa / Mba'etekópa / Mba'etekopiko | Jak se máš?               |
| Iporã ha nde?                             | Dobře a ty?               |
| Aháma / Aháma che                         | Odcházím                  |
| Jajohecha peve!                           | Uvidíme se později!       |
| Jajohechajey peve!                        | Dokud se znovu nesejdeme! |

## Vzorový text

### Všeobecná deklarace lidských práv
| guaraní | Mayma yvypóra ou ko yvy ári iñapytlʼyre ha eteĩcha dignidad ha derecho jeguerekópe; ha ikatu rupi oikuaa añetéva ha añeteʼyva, iporãva ha ivaíva, tekotevẽ pehenguéicha oiko oñondivekuéra. |
| česky   | Všichni lidé se rodí svobodní a sobě rovní co do důstojnosti a práv. Jsou nadáni rozumem a svědomím a mají spolu jednat v duchu bratrství.                                                  |